# Diaphorina loranthi
Diaphorina loranthi är en insektsart som beskrevs av Capener 1973. Diaphorina loranthi ingår i släktet Diaphorina och familjen rundbladloppor. Inga underarter finns listade i Catalogue of Life.